# Beaurecueil
Pour le prêtre islamologue français, voir Serge de Beaurecueil.
Beaurecueil est une commune française, située dans le département des Bouches-du-Rhône en région Provence-Alpes-Côte d'Azur. Ses habitants sont appelés les Beaurecueins.

## Géographie

### Localisation
| Saint-Marc-Jaumegarde | Saint-Marc-Jaumegarde | Vauvenargues            |
| Le Tholonet           | Beaurecueil           | Saint-Antonin-sur-Bayon |
| Meyreuil              | Châteauneuf-le-Rouge  | Châteauneuf-le-Rouge    |

### Climat
Pour des articles plus généraux, voir Climat de Provence-Alpes-Côte d'Azur et Climat des Bouches-du-Rhône.
En 2010, le climat de la commune est de type climat méditerranéen franc, selon une étude du Centre national de la recherche scientifique s'appuyant sur une série de données couvrant la période 1971-2000. En 2020, Météo-France publie une typologie des climats de la France métropolitaine dans laquelle la commune est exposée à un climat méditerranéen et est dans la région climatique  Provence, Languedoc-Roussillon, caractérisée par une pluviométrie faible en été, un très bon ensoleillement (2 600 h/an), un été chaud (21,5 °C), un air très sec en été, sec en toutes saisons, des vents forts (fréquence de 40 à 50 % de vents > 5 m/s) et peu de brouillards. 
Pour la période 1971-2000, la température annuelle moyenne est de 13,3 °C, avec une amplitude thermique annuelle de 16 °C. Le cumul annuel moyen de précipitations est de 714 mm, avec 5,6 jours de précipitations en janvier et 2,2 jours en juillet. Pour la période 1991-2020, la température moyenne annuelle observée sur la station météorologique de Météo-France la plus proche, « Vauvenargues », sur la commune de Vauvenargues à 7 km à vol d'oiseau, est de 12,6 °C et le cumul annuel moyen de précipitations est de 738,1 mm. 
La température maximale relevée sur cette station est de 41 °C, atteinte le 28 juin 2019 ; la température minimale est de −12,3 °C, atteinte le 11 février 2012,,. 
Les paramètres climatiques de la commune ont été estimés pour le milieu du siècle (2041-2070) selon différents scénarios d'émission de gaz à effet de serre à partir des nouvelles projections climatiques de référence DRIAS-2020. Ils sont consultables sur un site dédié publié par Météo-France en novembre 2022.

## Urbanisme

### Typologie
Au 1er janvier 2024, Beaurecueil est catégorisée commune rurale à habitat dispersé, selon la nouvelle grille communale de densité à 7 niveaux définie par l'Insee en 2022.
Elle appartient à l'unité urbaine de Marseille-Aix-en-Provence, une agglomération inter-départementale dont elle est une commune de la banlieue,. Par ailleurs la commune fait partie de l'aire d'attraction de Marseille - Aix-en-Provence, dont elle est une commune de la couronne,. Cette aire, qui regroupe 115 communes, est catégorisée dans les aires de 700 000 habitants ou plus (hors Paris),.

### Occupation des sols
L'occupation des sols de la commune, telle qu'elle ressort de la base de données européenne d’occupation biophysique des sols Corine Land Cover (CLC), est marquée par l'importance des forêts et milieux semi-naturels (77,1 % en 2018), une proportion sensiblement équivalente à celle de 1990 (77,5 %). La répartition détaillée en 2018 est la suivante : 
milieux à végétation arbustive et/ou herbacée (57,7 %), zones agricoles hétérogènes (19,9 %), forêts (19,4 %), zones urbanisées (3 %). L'évolution de l’occupation des sols de la commune et de ses infrastructures peut être observée sur les différentes représentations cartographiques du territoire : la carte de Cassini (XVIIIe siècle), la carte d'état-major (1820-1866) et les cartes ou photos aériennes de l'IGN pour la période actuelle (1950 à aujourd'hui).

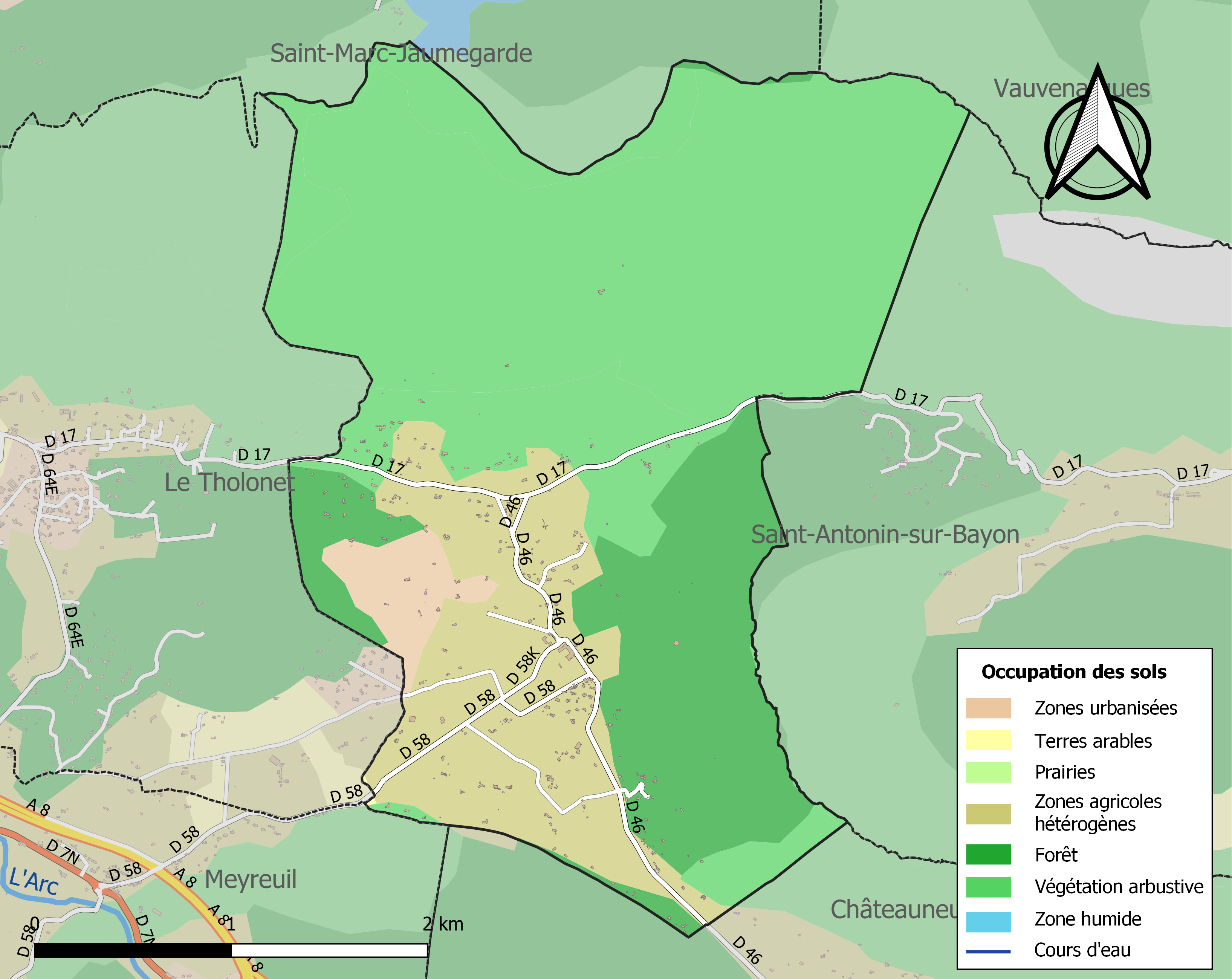
Carte des infrastructures et de l'occupation des sols de la commune en 2018 (CLC).

## Politique et administration
| Période                                  | Période  | Identité          | Étiquette | Qualité                    |
| ---------------------------------------- | -------- | ----------------- | --------- | -------------------------- |
| mars 2001                                | 2020     | Joël Mancel       | DVD       | Retraité Fonction publique |
| 2020                                     | En cours | Vincent Desvignes | SE        |                            |
| Les données manquantes sont à compléter. |          |                   |           |                            |

## Population et société

### Démographie
L'évolution du nombre d'habitants est connue à travers les recensements de la population effectués dans la commune depuis 1793. Pour les communes de moins de 10 000 habitants, une enquête de recensement portant sur toute la population est réalisée tous les cinq ans, les populations de référence des années intermédiaires étant quant à elles estimées par interpolation ou extrapolation. Pour la commune, le premier recensement exhaustif entrant dans le cadre du nouveau dispositif a été réalisé en 2008.

En 2022, la commune comptait 595 habitants, en évolution de +2,94 % par rapport à 2016 (Bouches-du-Rhône : +2,48 %, France hors Mayotte : +2,11 %).
| 1793 | 1800 | 1806 | 1821 | 1831 | 1836 | 1841 | 1846 | 1851 |
| ---- | ---- | ---- | ---- | ---- | ---- | ---- | ---- | ---- |
| 306  | 268  | 256  | 215  | 221  | 220  | 193  | 161  | 156  |

| 1856 | 1861 | 1866 | 1872 | 1876 | 1881 | 1886 | 1891 | 1896 |
| ---- | ---- | ---- | ---- | ---- | ---- | ---- | ---- | ---- |
| 352  | 376  | 330  | 377  | 348  | 127  | 142  | 201  | 272  |

| 1901 | 1906 | 1911 | 1921 | 1926 | 1931 | 1936 | 1946 | 1954 |
| ---- | ---- | ---- | ---- | ---- | ---- | ---- | ---- | ---- |
| 232  | 134  | 123  | 110  | 121  | 126  | 114  | 225  | 283  |

| 1962 | 1968 | 1975 | 1982 | 1990 | 1999 | 2006 | 2008 | 2013 |
| ---- | ---- | ---- | ---- | ---- | ---- | ---- | ---- | ---- |
| 335  | 259  | 391  | 458  | 510  | 568  | 611  | 610  | 539  |

| 2018 | 2022 | - | - | - | - | - | - | - |
| ---- | ---- | - | - | - | - | - | - | - |
| 586  | 595  | - | - | - | - | - | - | - |

## Culture locale et patrimoine

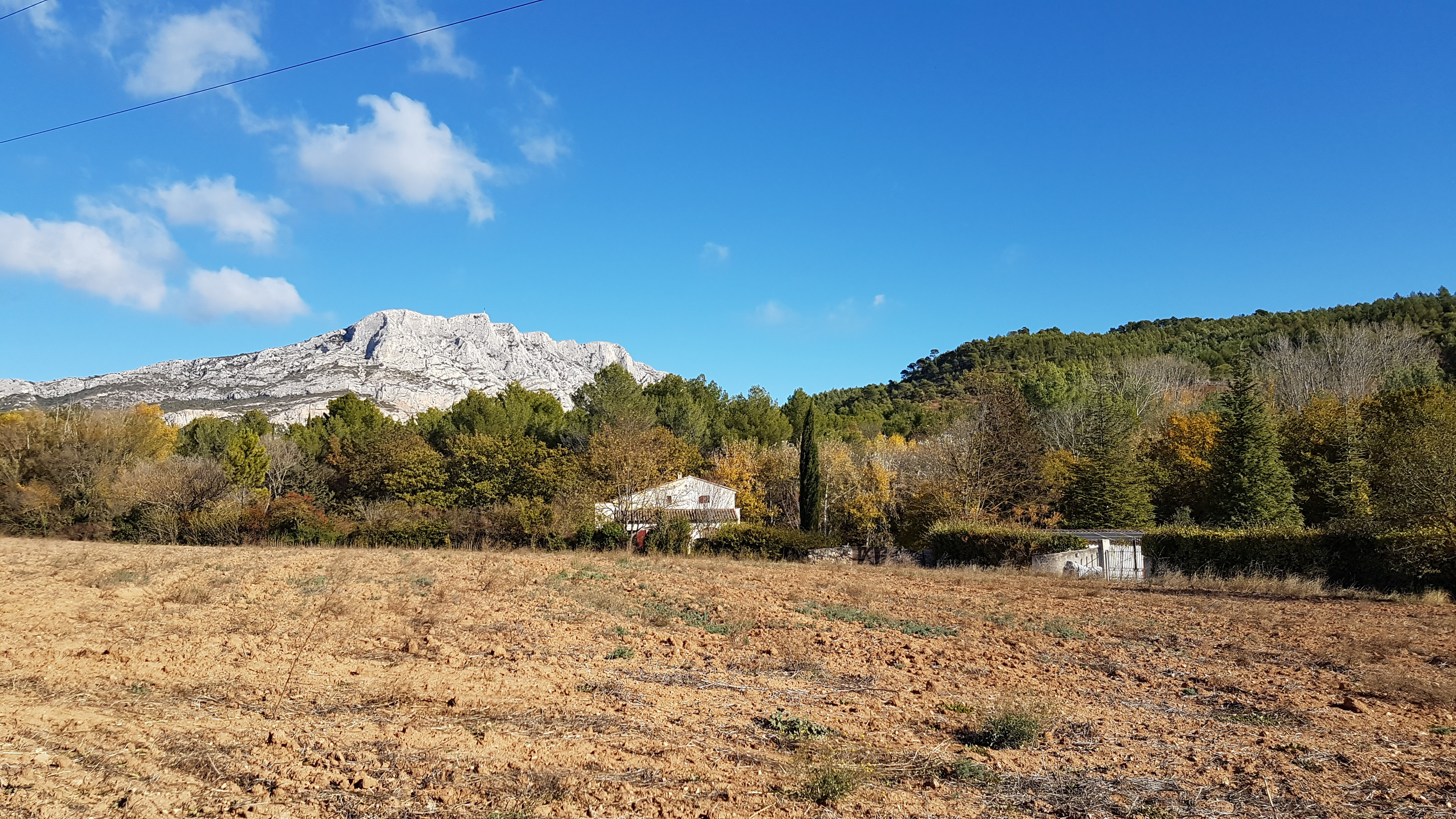
La montagne Sainte-Victoire depuis Beaurecueil.

### Lieux et monuments
- Le château : actuellement résidence de retraite de l'Office national des anciens combattants et victimes de guerre (ONAC), il possède une tour datant du XVe siècle, un parc ombragé de vieux platanes dont la grille imposante fait face à l'église du village.
- La ferme : anciens bâtiments proches du château en cours de restauration par le conseil général des Bouches-du-Rhône.
- Parc de Roques Hautes : gisement d'œufs de dinosaures.
- Église de l'Annonciation de Notre-Dame de Beaurecueil.

### Personnalités liées à la commune
- Paul Cézanne, peintre.
- André Turcat, chef pilote d'essai du Concorde, du 1er vol le 2 mars 1969 à Toulouse, sur le Prototype F-WTSS. Décédé le 4 janvier 2016 à 95 ans à Beaurecueil, inhumé au cimetière de Beaurecueil.

### Héraldique
| Armes de Beaurecueil | Les armes peuvent se blasonner ainsi : D'azur à deux lions d'or affrontés tenant entre leurs pattes un cœur d'argent. |